# Pomei
Pomei (kinesiska: 坡妹, 坡妹镇) är en köping i Kina. Den ligger i provinsen Guizhou, i den sydvästra delen av landet, omkring 180 kilometer sydväst om provinshuvudstaden Guiyang. Antalet invånare är 20151. Befolkningen består av 9 849 kvinnor och 10 302 män. Barn under 15 år utgör 29,0 %, vuxna 15-64 år 59 %, och äldre över 65 år 10,0 %.